# エアジーワークス
株式会社エアジーワークスは、ラジオ番組・音楽作品などの制作プロダクション。エフエム北海道（AIR-G'）の子会社。

## 概要
アーティスト番組やバラエティ番組寄りの傾向を得意とし、ラジオ番組制作以外でも、道内のインディーズバンドの発掘やプロデュース、CD制作も手がけたほか、大型イベントの企画・進行も行った。
当初は、ラジオ番組制作が主な業務であったが、ラジオパーソナリティ等のマネジメント業務を開始し、AIR-G'の自社制作番組「テレホンジャック7」で一躍人気になったDJKARASU(テレジャク後は書道家としても活躍）を起用。
お菓子のオグラ「五つの贈り物」のCMソングでもあった「惜春賦」でスマッシュヒットし、道内では耳なじみのあるサザエ食品や札幌丸増のほか、現在ではJR北海道のCMソングを手がけたフォークバンド「手風琴」のメンバー、藤井要一がディレクター（現：運営統括責任者・執行役員）として所属していた。
さらに、AIR-G'専属の謎の覆面DJ「ジャッキー・ジャッキー」も何らかの形で参加し、同社制作の番組でジングルのナレーションなどを担当していた。

## 沿革
- 1983年　「株式会社エフエム北海道」の関連会社として「株式会社サッポロサウンズ」を設立。
- 1993年　株式会社エフエム北海道の放送番組制作の業務を開始。
- 2008年　株式会社エアジーワークスへ社名を変更。

## 制作番組

### 現在
- ヨースケ@HOMEのSMILY MONDAY
- G-CUTS ALIVE
- TRIPLANEのタンデム・フライト
- ひいらぎのひいらじ
- みんおん JASMINE EXPRESS
- METAL KNIGHTS!! 〜鋼鉄の騎士団〜
- Superduper Radio Next Generation
- GOTCHA! 〜Fun's Radio〜
- 週刊カラスの森
- FM ROCK KIDS PART1
- FM ROCK KIDS NAKED
- MORY STAGE
- オクラホマの北海道関西化計画

### 過去
- SWEET GREEN
- Spicy Friday
- AIR-G' ALBUM COUNTDOWN
- L.G.R 〜オールバイトニッポン
- オトキタ from AIR-G'
- METAL KNIGHT'S!
- 船守さちこの402
- MARIA DE Night!
- 時計台ビリー
- TRIPLANEのタンデムフライト
- メンソウルの今夜もEファンク　GROOVE交際
- Vivid Couleur
- lief
- 大三元

など

## CD制作
- 手風琴
  - 嶺上開花（山木康世（元ふきのとう）と手風琴のユニット）
- CREATIVE OFFICE CUE関連
  - 手風琴21：ケンタカユッキー☆フライド事件
  - 北海道テレビ放送『ドラバラ鈴井の巣』主題歌CD全般
  - 北海道テレビ放送『ドラバラ鈴井の巣』コンプリートアルバム
  - ナックスハリケーン／捻挫した君（TEAM NACS）
  - TEAM NACS「LOOSER」オリジナルサウンドトラック
  - CUE DREAM JAM-BOREE 2006 ｢再会｣
  - 大泉洋 with STARDUST REVUE 『本日のスープ』（北海道盤）
- 大平まゆみ（ヴァイオリニスト・札幌交響楽団コンサートマスター）
- OLD『可憐』『WAYWAY』
- NIOI (exAlvino)『弱虫A』
- 樋口了一『1/6の夢旅人2002』
  - 「ランブータンレーベル」からのリリース。

など